# Pöhl
Pöhl is een gemeente in de Duitse deelstaat Saksen in het noorden van de Vogtlandkreis.
Pöhl telt 2.479 inwoners. De gemeente ontstond in 1994 uit de samenvoeging van Jocketa, Helmsgrün, Herlasgrün, Möschwitz en Ruppertsgrün. Hoofdplaats is Jocketa.
De gemeente draagt de naam van een dorp dat verdween met de aanleg van het grootste stuwmeer van het Vogtland, Talsperre Pöhl, dat in 1964 gereedkwam.
Bij Jocketa bevindt zich het op een na grootste bakstenen spoorviaduct ter wereld, de Elstertalbrücke, die alleen door de wat oostelijker gelegen Göltzschtalbrücke wordt overtroffen. De in 1851 voltooide 64 m hoge brug verbindt de beide oevers van de Weiße Elster.
Behalve Jocketa hebben ook Herlasgrün, Ruppertsgrün en Barthmühle een treinstation, die alle bediend worden door de Vogtlandbahn.
Adorf ·
Auerbach ·
Bad Brambach ·
Bad Elster ·
Bergen ·
Bösenbrunn ·
Eichigt ·
Ellefeld ·
Elsterberg ·
Falkenstein ·
Grünbach ·
Heinsdorfergrund ·
Klingenthal ·
Lengenfeld ·
Limbach ·
Markneukirchen ·
Mühlental ·
Mühltroff ·
Muldenhammer ·
Netzschkau ·
Neuensalz ·
Neumark ·
Neustadt/Vogtl. ·
Oelsnitz ·
Pausa-Mühltroff ·
Plauen ·
Pöhl ·
Reichenbach im Vogtland ·
Rodewisch ·
Rosenbach/Vogtl. ·
Schöneck/Vogtl. ·
Steinberg ·
Theuma ·
Tirpersdorf ·
Treuen ·
Triebel/Vogtl. ·
Weischlitz ·
Werda ·
Zwota